# David Hovorka
David Hovorka (Kladno, 7 de agosto de 1993) es un exfutbolista checo que jugaba en la demarcación de defensa.

## Selección nacional
Hizo su debut con la selección de fútbol de República Checa el 7 de octubre de 2020 en un partido amistoso contra Chipre que finalizó con un resultado de 1-2 a favor del combinado checo tras el gol de Loizos Loizou para Chipre, y los goles de Tomáš Holeš y Vladimír Darida para República Checa.

## Clubes
| Club                        | País            | Año       | Partidos | Goles |
| --------------------------- | --------------- | --------- | -------- | ----- |
| FC Hradec Králové (cedido)  | República Checa | 2014      | 7        | 0     |
| FK Viktoria Žižkov (cedido) | República Checa | 2014-2015 | 32       | 0     |
| FC Slovan Liberec           | República Checa | 2015-2016 | 56       | 3     |
| AC Sparta Praga             | República Checa | 2017-2018 | 20       | 1     |
| FK Jablonec                 | República Checa | 2018-2019 | 37       | 2     |
| SK Slavia Praga             | República Checa | 2019-2023 | 35       | 1     |

## Palmarés

### Campeonatos nacionales
| Título                               | Club            | País            | Año  |
| ------------------------------------ | --------------- | --------------- | ---- |
| Liga de Fútbol de la República Checa | SK Slavia Praga | República Checa | 2020 |
| Liga de Fútbol de la República Checa | SK Slavia Praga | República Checa | 2021 |
| Copa de la República Checa           | SK Slavia Praga | República Checa | 2021 |